# Huis Broekhuizen
Huis Broekhuizen is een voormalige havezate in de Nederlandse gemeente Doetinchem, gelegen ten noorden van het dorp Wehl dat in 1406 Kleefs gebied werd. Pas in 1816 kwam Wehl bij Nederland. Op de plaats van de voormalige havezate staat tegenwoordig een kleine gelijknamige villa.

## Geschiedenis
De familie Van Broeckhuysen woonde al eind 13e eeuw nabij de huidige villa. Op luchtfoto's is een duidelijk reliëf te herkennen op de plek van het 12de-eeuwse kasteel. De vroegste vermelding is afkomstig uit het jaar 1380 als Steven van Broickhusen (uit de familie Van Broeckhuysen van Barlham) leenman is van het goed. Uit die tijdsperiode is er sprake van een burcht. Deze burcht bestond uit donjon en voorburcht die beiden apart op een omgracht eilandje lagen. Het eilandje ligt ten zuiden van de huidige villa, bij onderzoek zijn hier middeleeuwse puinresten gevonden. De donjon moet voor het jaar 1735 zijn verdwenen. Op een Kleefse kadasterkaart uit 1735 komt de toren niet meer voor.
Het geslacht Broickhuysen blijft anderhalve eeuw eigenaar van de burcht. Uiteindelijk gaat Broekhuizen in 1544 over naar Gijsbert van Ulft en in 1564 naar diens dochter Gijsberta van Ulft. Gijsberta had vijf dochters. De twee oudsten uit haar eerste huwelijk met Evert van Broeckhuysen tot Barlham. In 1625 erft Gijsberta van Broeckhuysen, weduwe van Hendrik van Rouwenoort, al het goed van haar moeder. In 1666 verkoopt haar zoon Gooswijn van Rouwenoort alles aan Hendrick Frederick Bentinck van de Kemnade. Van 1694 tot 1730 is Broekhuizen bezit van Philip Carel vrijheer van Wyllich en Lottum. Waarschijnlijk is de burcht onder hem gesloopt.
Waarschijnlijk is er bij de sloop van de middeleeuwse burcht een nieuw landhuis gebouwd dat de status havezate had. Voor 1725 werd de havezate nog gebruikt als kerk voor de protestantse diensten. In 1765 kwamen huis en goed in bezit van Cornelis Steengracht (1723-1781). Bij akte van 9 september 1765 had Cornelis Steengracht de allodiale heerlijkheid Wehl overgenomen van de Pruisische Invalidenkas, later zou het vererfd worden aan het geslacht Van der Goltz, die het tot in het laatst der 19e eeuw behielden.
Zijn broer Adriaan kocht in 1772 Slangenburg in Doetinchem. Toen Adriaan een jaar later, in 1773 kinderloos overleed erfde Cornelis ook Slangenburg. Cornelis had twee dochters, de oudste overleed op negenjarige leeftijd. De jongste huwde met Wilhelm Bernhard von der Goltz. Toen Cornelis in 1781 overleed, liet hij Slangenburg en Broekhuizen na aan zijn kleinzoon Frederik Adriaan van der Goltz, een Pruisische beroepsofficier, die in 1814 opgenomen werd in de Zeeuwse ridderschap, met homologatie titel van graaf. Het echtpaar Van der Goltz woonde in Den Haag en gebruikte de Slangenburg als buitenplaats. Rond 1860 liet de weduwe van hun zoon, douairière Van der Goltz-des Tombe, de havezate Broekhuizen slopen en werd er op de achttiende-eeuwse fundamenten de huidige villa gebouwd. Zij overleed in 1892, waarna haar erven alles verkochten. Broekhuizen kwam in bezit van jonkheer L.E.M. van Nispen tot Sevenaer, die van 1934 tot 1939 burgemeester van Wehl was en er tot 1941 woonde.
In 1941 kocht de gemeente Wehl het huis om dienst te doen als ambtswoning voor de burgemeester. In 1971 verkocht de gemeente het huis aan de heer Locht die het meteen doorverkocht aan A.M. Sliedrecht. Sedert 1975 was de familie Van de Pas eigenaar en bewoner van de villa. Begin 2012 verkocht de familie de villa.

## Huidige staat en functie
De villa die er nu nog staat is omstreeks het jaar 1860 gebouwd. Waarschijnlijk zijn in deze tijd ook de grachten gedempt. De bijgebouwen lagen ook op een eiland en moeten rondom het jaar 1866 zijn afgebroken. De villa en het tuinhuisje zijn sinds april 2000 beschermd als rijksmonument, vanwege de bijzondere esthetische kwaliteiten in het in- en exterieur. Het tuinhuisje heeft een gave hoofdvorm en vormt samen met de villa een fraai ensemble. Het geheel heeft een cultuurhistorische waarde vanwege de situering op een kunstmatige heuvel waarop een woontoren heeft gestaan.
Op 15 februari 2012 verkocht familie Van de Pas, die sinds 1975 eigenaar was, de monumentale villa met 1 ha grond aan Walter van Velthuizen en Bernadette Schrover, die haar advocatenpraktijk in de villa heeft.
Aalst · Aardenburg · Acquoy · Aerdt · Agistaldaburg · Ahof · Aldenhaag · Aller · Ambe · Ammersoyen · Ampsen · Andelst · Angeroyen · Appelburg · Appelse walburg · Appeltern · Arler · Baak · Babberich · Baer · Baerle · Bakerbosch · Balgoij · Barlham · Batenburg · Beek · Beerenclaauw · Bemmel · Bevervoorde · Bergh · Biljoen · Bingerden · Blankenborg (Laren) · Blankenborg · Blauwe Huis · Blokhuis (Ravenswaaij) · Boelenham · Boetselaersborg · Borculo · Boswaai · Brakel · Den Brakel · Den Bramel · Bredevoort · Broekhuizen · Bronkhorst · Bruchem · Bruinhorst · Brunsberg · Bulkestein · Bunswaard · Burcht van Tiel · Buren · De Buurse · Byland · Byvanck · Caetshage · Camphuysen · De Cannenburch · de Cloese · Coldenhove · Culemborg · Dedinckweerd · Delwijnen · Didam · Diepenbroek · Hof te Dieren · Huis Dijck · Dikke Tinne · Doddendaal · Dodewaard · Doornenburg · Doornik · Doorwerth · Dooyenburg · Dorth · Doseburg · Drakenburg · Dreumel · Druten · Duivelshuis · Eerbeek · De Ehze · Elburg · Eldrik · Emmerik · Engelenburg · Groot Engelenburg · Engelrode · Enghuizen · Enspijk · De Essenburgh · Essenpas · Est · Fokkinck · Gameren · Geerestein · Geldermalsen · De Gelderse Toren · Geldersweerd · Gellicum · Gendt · Gennepestein · Glindhorst · Goudenstein · ‘s-Grevenhoef · Groot Hell · Groenlo · Groesbeek · Huis te Groesbeek · Grunsfoort · Gulden Spijker · Hackfort · Hackforts Veenhuis · Hagen · Hagevoort · Hamerden · Hanepol · Harreveld · Harslo · Hassink · Het Haveke · Hedel · Heeckeren · De Heegh · Hees · De Heest · Hellouw · Hemmen · Hernen · Motte van Hernen · Heumen · Heusden · Hoekelum · Hoekenburg · De Hoeve · De Hof · Hof d'Ooy · Hof van Arkel · Huis het Holt · Holthuis · Het Holtslag · Ter Horst · Houberg · St. Hubertus · Huissen · Hulhuizen · Hulkestein · Hulsen · Hunneschans bij De Duno · Hunneschans bij Uddel · Jonker Bloo · 't Joppe · De Kamp · Karssenberg · Kemnade · Keppel · Kermestein · Kernhem · Kervel · Kiefskamp · De Kinkelenburg · Klein Enghuizen · Kleverburg · Kortenhoeve · Laag Helbergen · Lakenburg · Landfort · Langen · Latenstein · De Lathmer · Lathum · Ter Lede · Leegpoel · Leemcuyl · Leeuwen · Leeuwenbergh · Lensenburg · Lent · Leur · Leuvenum · Leyenburg · Lichtenvoorde · Lievenstein · Loenen · Loevestein · Loil · Loowaard · Luynhorst · Hof te Maasbommel · Magerhorst · Malburgen · Malderburcht · Malsen · Manhorst · Marhulsen · De Marsch · Marveld · Mathena · Maurik · Medel · Medestein · 't Medler · Meinerswijk · De Mellard · Mensink · Mergelp · Meteren · 't Meyerink · Middachten · Millingen · Mussenberg · Nagelhorst · Nederhagen · Nederhemert · Neerijnen · Huis Neerijnen · De Nesch · Nettelhorst · Nieuwe Blokhuis ·  Nijburg · Nijenbeek · Old Putten · Notenstein · Nye Huis · Olde Spijker · Oldenaller · Oldenhof (Driel) · Oldenhof (Heteren) · De Ooij · Oolde · Oud Oolde · Oosterhout · Ophemert · Opijnen · Oud Ampsen · Oude Blokhuis · Het Oude Loo · Oude Voorst · Oudenborch · Oud-Wisch · Huis te Overasselt · Overeng · Overhagen · Overlaar · 't Oye · Palmestein · De Parck · Persingen · Plekenpol · Ploen · Pluimenburg · Poederoijen · Poelwijck · Poelwijk · De Pol (Dreumel) · Huis de Poll (Huis te Gietelo) · De Poll (Huissen) · Pollenbering · Pollenstein · Puttenstein · Het Raasink · Ravenhorst · De Rees · Ressen · Reuversweerd · Reygersfoort · Rhijnestein · Huis Rijswijk · Rode Toren · Roode Wald · Rosande · Rosendael · Rossum · Rumpt · Ruurlo · Rijsselt · Schadewijk · Schaffelaar · Scherpenzeel · Schoonbroek · Schoonderbeek · Schoonenburg · Schuilenburg · Schuilkerke · Hof te Seelbeek · Sevenaer I · Sevenaer II · Sinderen (Oude IJsselstreek) · Sinderen (Voorst) · Slangenburg · Sleeburg · Slimsijp · De Snor · Soelen · Spaansweerd · Spaldorp · Spijk · Staverden · Sterkenburg · Swanepol · Tarthorst · Teisterbant (Kerk-Avezaath) · Teisterbant (Kerkdriel) · Ter Dicke · Tolhuis · Tolhuis (Tiel) · Tollenburg · Tongerlo · Toren van Wely · Tuil · Ubbergen · Uilenburg (Ewijk) · Uilenburg (Heteren) · Ulenpas · Ulft · Upladen · Valburg · Valkhofburcht · Valkhofpalts · Vanenburg · Varik · Hof te Varsseveld · 't Velde · Velhorst · Verwolde · Vierakker · De Voorst · Voorstonden · Vorden · Vosbergen · Vredenburg · Vredestein (Driel) · Vredestein (Ravenswaaij) · Vuren · Waardenburg · Waddestein · Wadenoijen · Waede · Wageningen · Walfort · 't Waliën · De Wardt · Watergoor · Watermeerwijk · Wayenstein (Huis te Herwijnen) · Well (Huis van Malsen) · Weijenrade · Westenburg · Westerholt · Weurt · De Wiersse · Wijenburg (Echteld) · De Wildenborch · De Wildt · Wilp · Wilperhorst · Winssen · Wisch · Wychen · Wolfswaard · Woolbeek · Yrst · IJzendoorn · Zeeland · Zilveren Spijker · Zuilichem · Zwaluwenburg · Zwanenburg (Heerde) · Zwanenburg (Megchelen)